# Reynold Panggabean
Reynold Panggabean (23 de enero de 1951, Yakarta), es un cantante compositor, actor y productor de cine indonesio, tamfue miembro de las bandas musicales como The Mercy's y Tarantulla.

## Carrera
Reynold Panggabean con Tarantulla, produjo canciones de género dangdut "fusión", una mezcla de rock y jazz, que tuvo capacisdad de romper el mercado japonés. En 2005, Reynolds fue asesor en el concurso dangdut de TPI.

## Vida personal
Contrajo nupcias como la actriz, Camelia Malik, con quien más adelante terminara su matrimonio y ella rehiciera su vida con el actor Harry Capri, con quien se casó en 1988. Reynolds se casó con la actriz después con la actriz Anna Tairas y con quien tuvo un hijo llamado Kevin Reyan, con quien terminó después su matrimonio y se divorció en 2001.

## Controversias
En octubre de 2005, Reynolds pasó ciertas controversias y en la que sorprendió al público cuando una ama de llaves lo denunció presentando pruebas por medio de informes a la policía sobre las demandas formuladas sobre una supuesta violación y abuso sexual. Reynolds negó estas denuncias. Aún no terminado esos casos, Reynolds regresó entorpecido de presunta un destrucción de una cámara que pertenece a un medio de 4 comunicación para las conferencias de prensa. Por último, en diciembre de 2005, Reynolds fue acusado como sospechoso en el caso de supuesto abuso sexual contra dos de sus colaboradores TIAH (20) y Wiwin (22). Anteriormente, Reynolds también fue acusado como sospechoso en el caso de las acciones desagradables contra contribuyentes RCTI, del caso Anton di Mapolsek Cimanggis el 21 de octubre de 2005.

## Temas musicales
- Gengsi Dong
- Wakuncar
- Colak Colek
- Ceplas ceplos
- Raba - raba
- Liku - liku

## Filmografía
- Colak-Colek (1980) peran utama bersama Camelia Malik, penata musik, dan penulis cerita bersama Eddy D. Iskandar
- Jangan Coba Raba-Raba (1980) peran utama bersama Camelia Malik.
- Gengsi Dong (1980) sebagai penata musik.